# Ebertshausen (Straßlach-Dingharting)
Ebertshausen ist ein Ortsteil der oberbayerischen Gemeinde Straßlach-Dingharting im Landkreis München. 

## Geographie
Das Dorf liegt circa einen Kilometer östlich vom Deininger Weiher.

## Baudenkmäler
Siehe auch: Liste der Baudenkmäler in Ebertshausen
- Kapelle Zur Schmerzhaften Muttergottes